# Rusbya
Rusbya é um género botânico pertencente à família Ericaceae.